# Ukrainische Botschaft in Tallinn
Die Ukrainische Botschaft in Tallinn ist die diplomatische Vertretung der Ukraine in Estland. Das Botschaftsgebäude befindet sich in der Lahe 6 in Tallinn. Ukrainische Botschafterin in Estland ist seit Dezember 2018 Marjana Beza. Beza ist gegenwärtig Gesandtin im Ministerrang.

## Geschichte

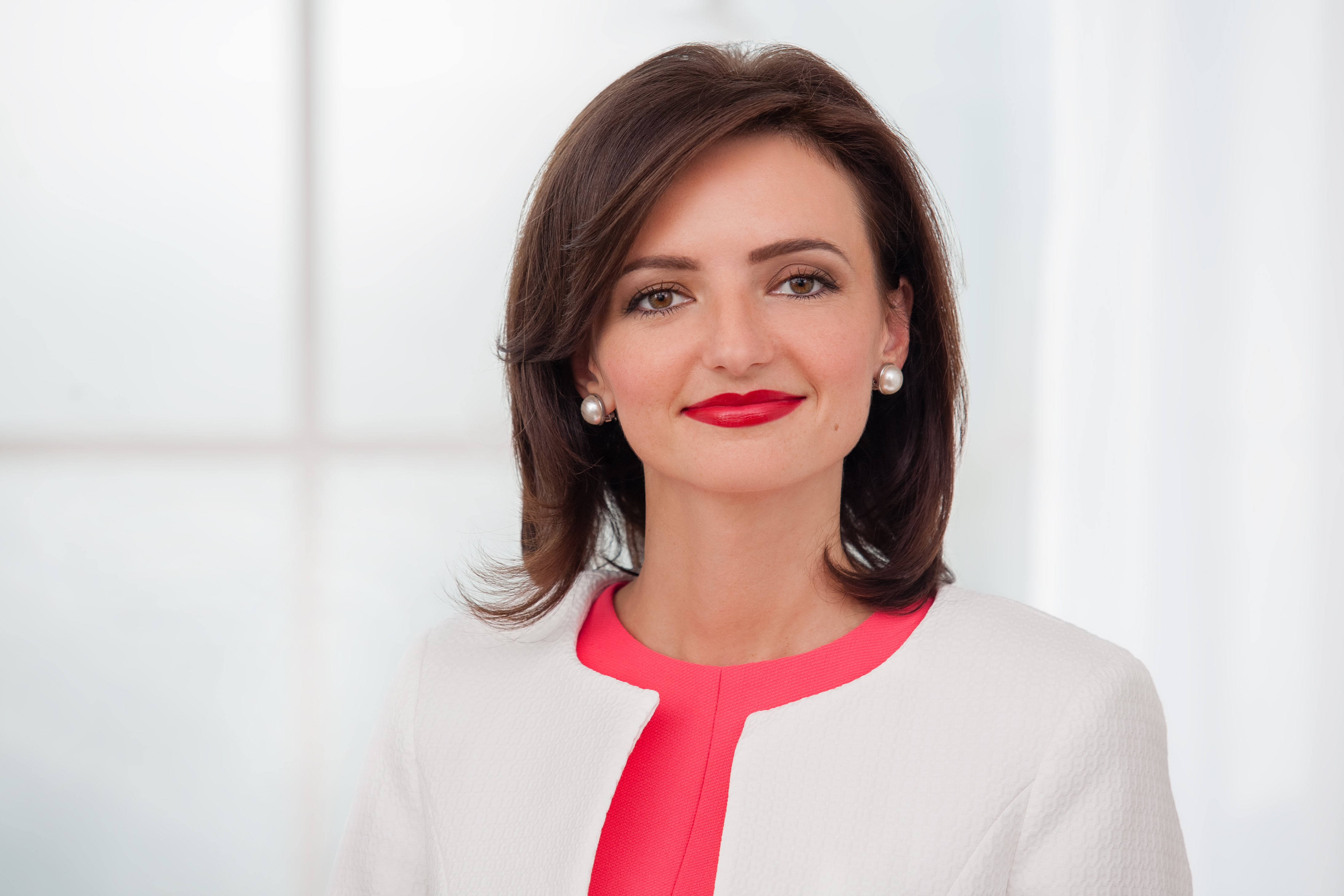
Marjana Beza, Botschafterin seit 2018

Mit dem Zerfall des Zarenreichs entstand 1918 erstmals ein ukrainischer Nationalstaat. Die neu gegründete Republik Estland erkannte den Ukrainischen Staat an. Wolodymyr Kedrowskyj wurde 1919 erster diplomatischer Vertreter der Ukraine in Estland. Im Russischen Bürgerkrieg eroberte die Roten Armee den größten Teil der Ukraine und diese wurde als Ukrainische Sozialistische Sowjetrepublik in die Sowjetunion eingegliedert.
Nach dem Zerfall der Sowjetunion erklärte sich die Ukraine im Dezember 1991 für unabhängig. Die Botschaft in Tallinn wurde 1993 eröffnet. Der erste Botschafter war von 1992 bis 1993 Wiktor Hladusch.

## Konsulareinrichtungen der Ukraine in Estland
- Konsularabteilung der ukrainischen Botschaft in Tallinn

## Botschaftsgebäude in Estland

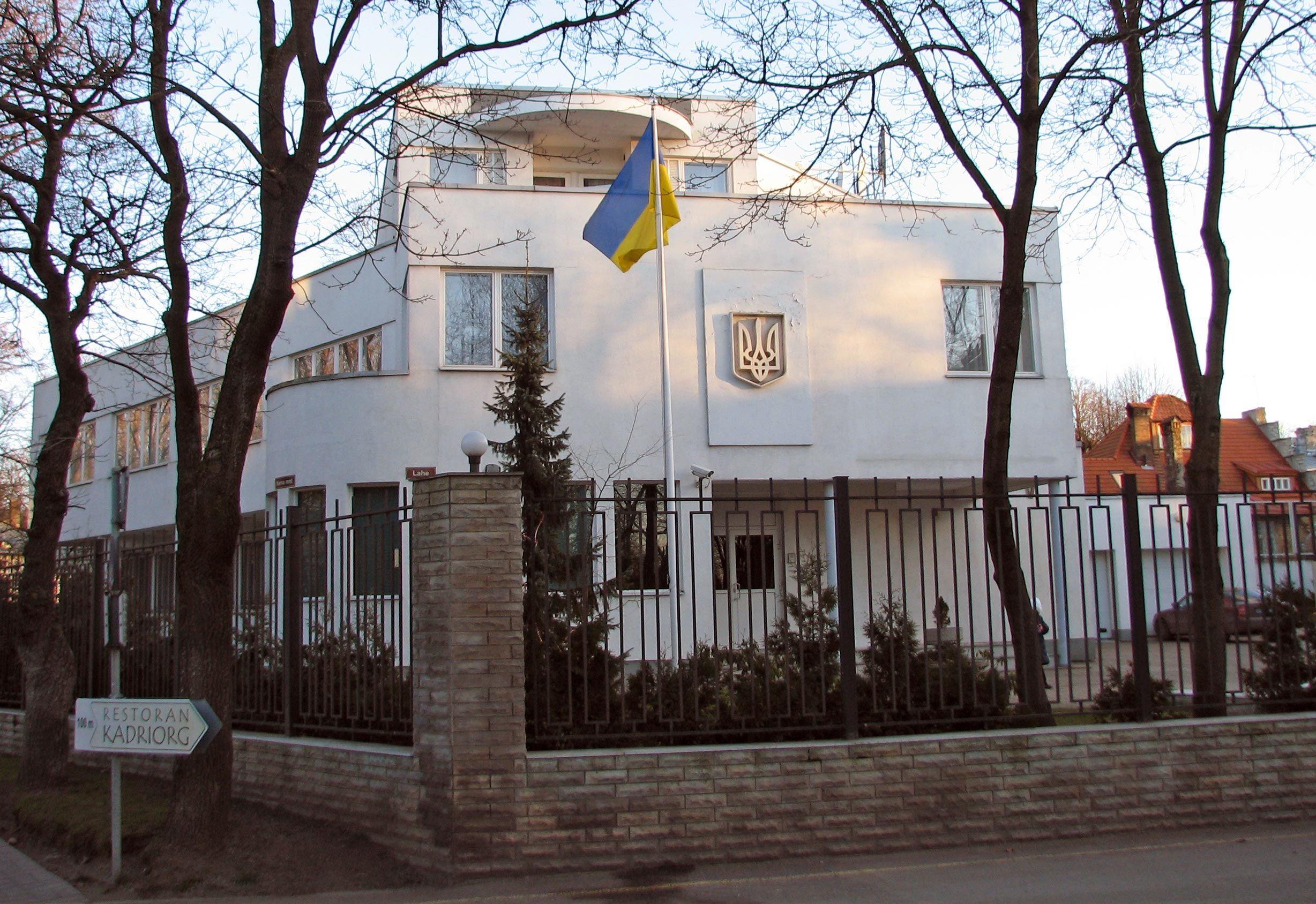
Die Botschaft in Tallinn (2009)

Sitz der Botschaft ist eine modernistische Villa in der Lahe 6 im Stadtteil Kadriorg im Osten des Zentrums estnischen Hauptstadt.

## Botschafter der Ukraine in der Republik Estland (Auswahl)
- Wolodymyr Kedrowskyj (Володимир Іванович Кедровський; 1919–1921)

- Wiktor Hladusch (Віктор Дмитрович Гладуш; 1992–1993)

- Marjana Beza (Мар'яна Олександрівна Беца; 2018–)